# 유흔 (악도양후)
유흔(劉訢, ? ~ ?)은 전한 후기의 제후로, 교동경왕의 아들이다.

## 생애
건시 2년(기원전 31년), 악도후(樂都侯)에 봉해졌다.
시호를 양(煬)이라 하였고, 작위는 아들 유림이 이었다.

## 출전
- 반고, 《한서》 권15하 왕자후표 下

| 선대 (첫 봉건) | 전한의 악도후 기원전 31년 정월 ~ ? | 후대 아들 악도목후 유림 |